# Unidade Especial de Resposta Rápida
A Unidade Especial de Resposta Rápida ou SOBR (em russo:  СОБР - Специальный Отряд Быстрого Реагирования, Spetsial'niy Otryad Bystrovo Reagirovaniya) de 2002 a 2011 conhecida como OMSN (em russo:  Otryad Militsii Spetsial'nogo Naznacheniya, em português:  Unidade Especial de Polícia), é uma unidade spetsnaz da Guarda Nacional da Rússia, anteriormente do Ministério de Interior (MVD) da Rússia.
Com seus equipamentos militares, uniformes e treinamento, a OMON e a SOBR constituem uma força militar de rápida reação e inserção rápida disponível  para a polícia regular - normalmente destacada a critério de um comando policial local. Ou seja, há uma unidade SOBR para cada unidade administrativa da Federação Russa. Eles têm uma função semelhante ao SWAT ou BOPE. Grupos denominados "SOBR" também operam em outros países pós-soviéticos - como Cazaquistão e Quirguistão .

## História

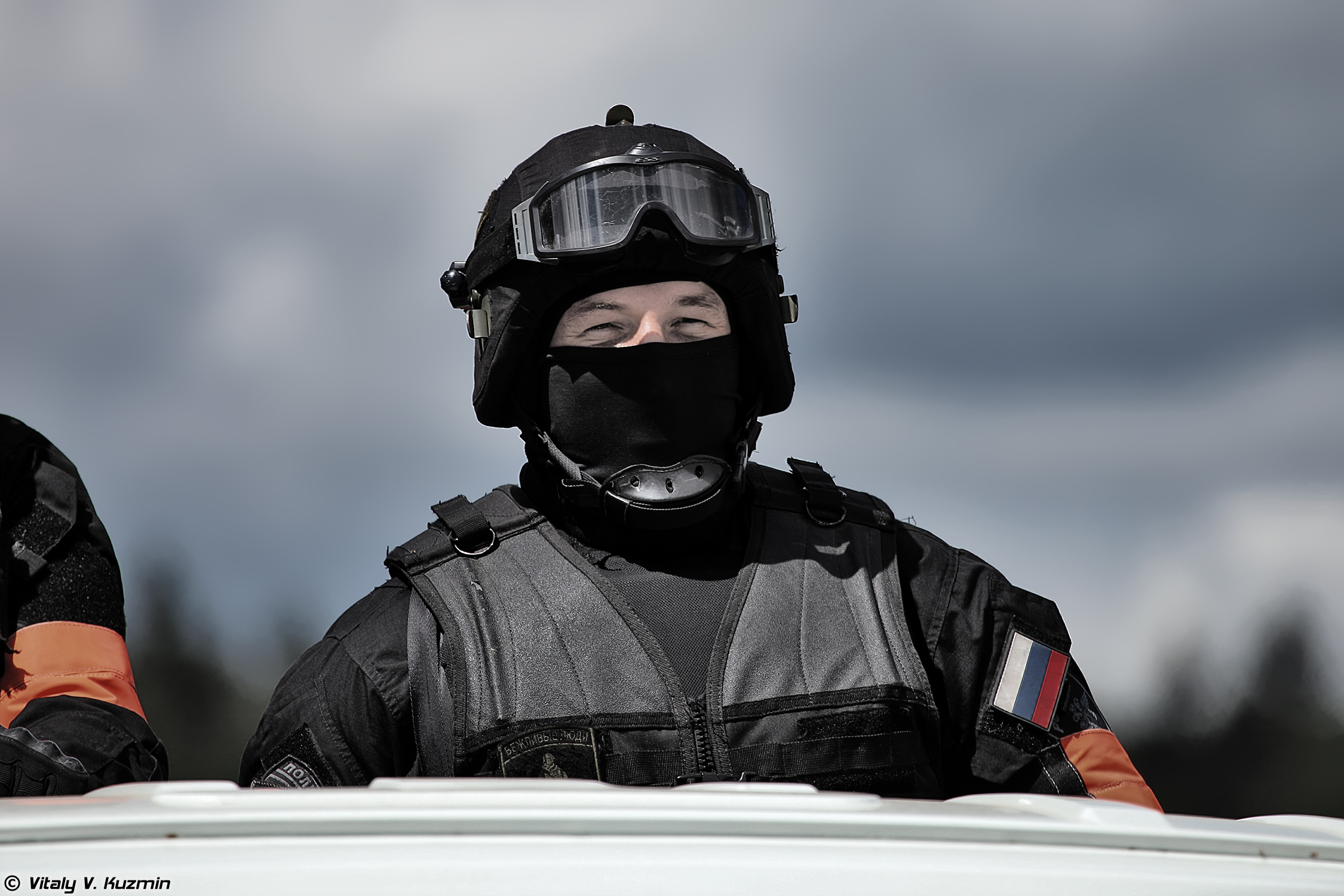
Soldado da SOBR

A SOBR foi formada em 10 de fevereiro de 1992 e estava subordinada à "Diretoria de Combate ao Crime Organizado" do Ministério do Interior da Rússia (MVD). As unidades da SOBR eram compostas por policiais de alto escalão, e mais bem treinados do que os membros da OMON (que é um cruzamento entre a polícia de choque e a polícia paramilitar), e encarregados de operações especiais sob a jurisdição do MVD. A principal função da SOBR é combater o crime organizado, com funções adicionais, incluindo antiterrorismo . Eles também lutaram durante as guerras na Chechênia e no Daguestão e na Invasão da Ucrânia pela Rússia em 2022.

Em 16 de setembro de 2002, a SOBR foi dissolvida e suas unidades foram reclassificadas como OMSN, tornando-se subordinadas aos escritórios regionais de polícia criminal e, desde o estabelecimento do Comitê de Investigação da Rússia, cooperou com as autoridades federais de investigação. Devido à semelhança de função como OMSN e à popularidade do nome SOBR, o OMSN era comumente referido como "SOBR" e os termos eram frequentemente usados de forma intercambiável, apesar de SOBR ser oficialmente inexistente.
Em 2007, na Rússia havia 87 unidades OMSN, contando com mais de 5.000 oficiais plotados nas principais cidades russas, a unidade mais famosa da formação é OMSN "Rys (em russo:  Рысь)" (lince), estabelecido em 1992, que desde a sua criação participou de quase todas as operações especiais conhecidas na Rússia.
Em 2011, as unidades OMSN foram renomeadas para OSN, mas em 2012 o nome SOBR voltou a existir durante as reformas do MVD, já que todas as unidades de forças especiais sob o comando do ministério foram renomeadas de OMSN para SOBR.
Em 5 de abril de 2016, após o estabelecimento da Guarda Nacional da Rússia, as Tropas Internas da Rússia foram desestabelecidas e o comando de suas unidades, incluindo a SOBR, foi transferido do MVD para a Guarda Nacional. De acordo com uma declaração do general Zolotov, as tropas da OMON e SOBR receberam o status de militares em 2018.

## Competição Anual de Guerreiros

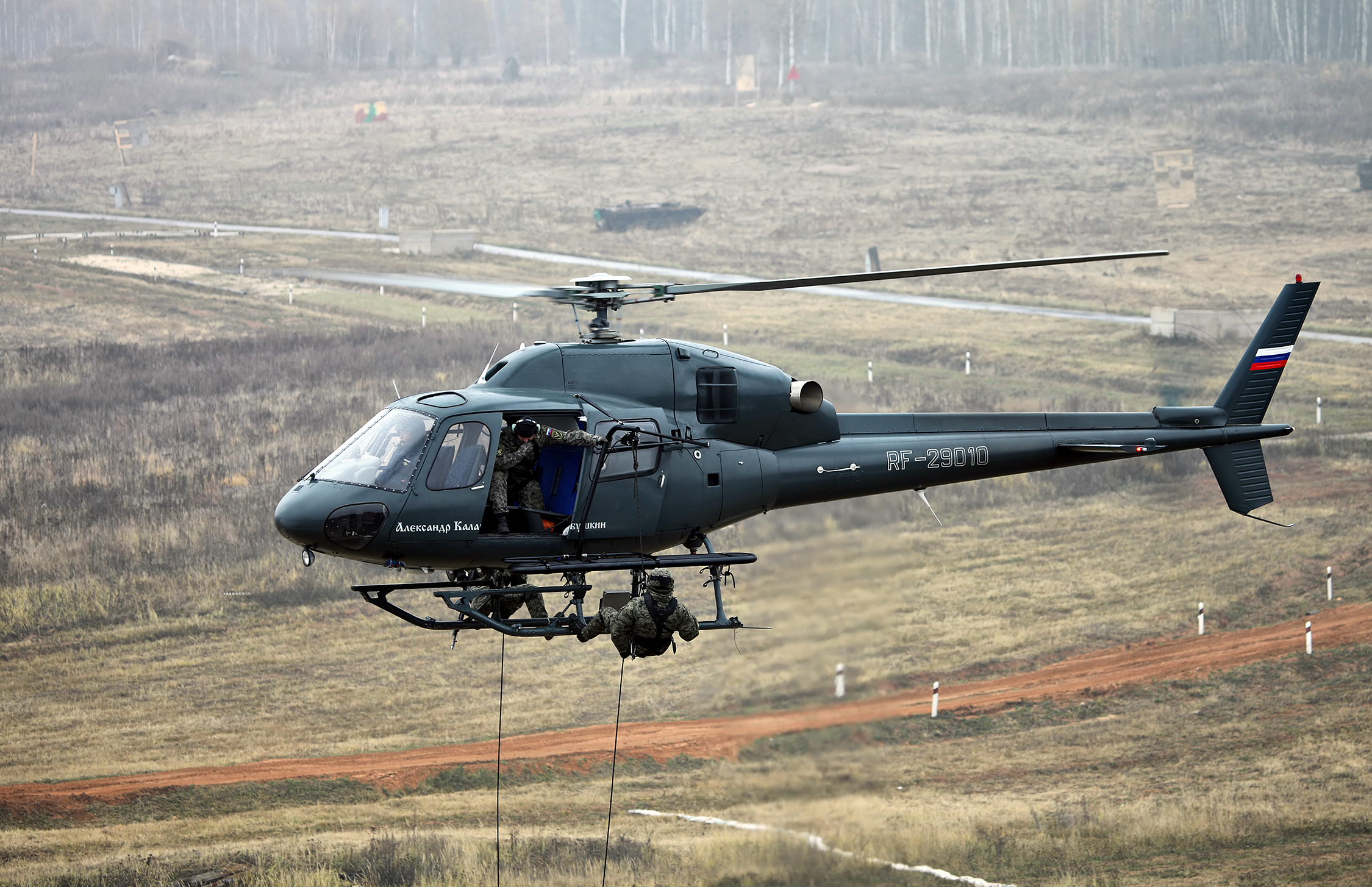
Operadores da SOBR "Rys" demonstram a prisão de suspeitos armados em um caminhão de carga com a ajuda de aviões e explosivos. AS355N Ecureuil 2 pousou um grupo de Rys

A SOBR ficou em 1º lugar na Competição Anual de Guerreiros de 2015, realizada anualmente na Jordânia. Outras equipes participantes foram um Batalhão de Operações Especiais do Corpo de Fuzileiros Navais dos EUA e a Unidade de Comando de Assalto Hawk da Polícia Armada Popular da China, que ficou em segundo lugar geral. No total, 37 equipes de 18 nações diferentes participaram do evento.

## Missão
As unidades da SOBR são voltadas para ações de segurança pública urbana e combate a quadrilhas do crime organizado em ambientes urbanos ou em circunstâncias em que as regras de atuação sejam rígidas. As unidades SOBR também são implantadas em operações policiais personalizadas, a fim de fornecer um cordão pesado. Operações de contraterrorismo em grande escala geralmente envolvem unidades SOBR, Spetsnaz, OMON e FSB devido às grandes demandas de pessoal. De acordo com o Interesse Nacional, o nível de equipamento de uma equipe SOBR depende do nível de riqueza da região em questão.
- Kaliningrado Oblast : SOBR “ Viking ”
- Novgorod Oblast : SOBR “ Rubin ” (“ Rubi ” ou “ Cornalina ”)
- Oblast de Moscou : SOBR “ Bulat ” ("aço de Damasco")
- São Petersburgo : SOBR “ Granito ” ("Granito")
- Chechênia : SOBR “ Terek ” (referindo-se ao rio Terek )
- Crimeia : SOBR " Khalzan " ("Águia dourada")